# Jadwiga Zofia Szostakiewicz
Jadwiga Zofia Szostakiewicz (ur. 13 kwietnia 1894; zm. 2 lutego 1970 w Nowej Rudzie) – z domu Nachmannów, żołnierz Armii Krajowej, w 1992 r. odznaczona medalem Sprawiedliwy wśród Narodów Świata. Matka Janiny Teresy Szostakiewicz, również odznaczonej tym medalem.

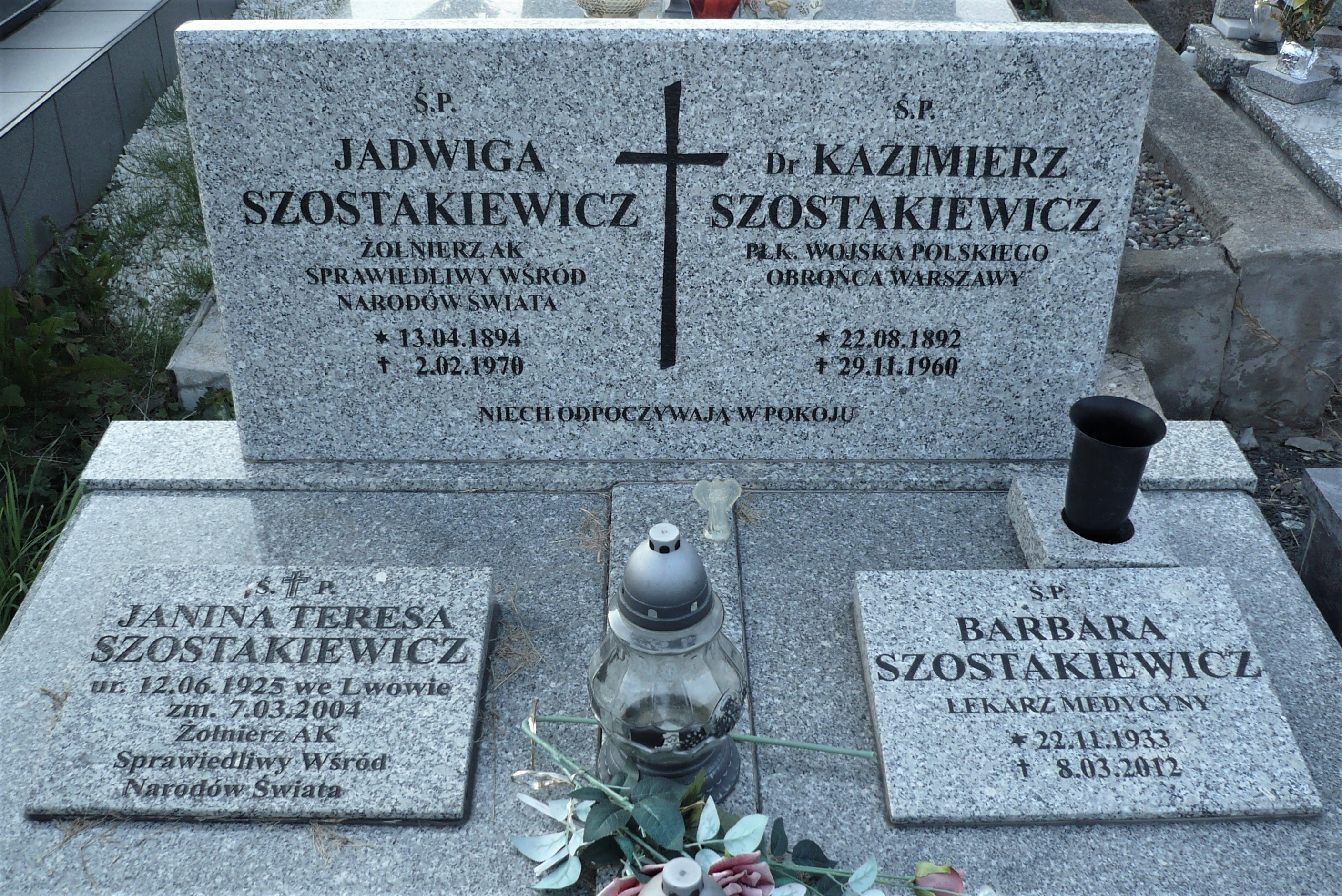
Nagrobek rodziny Szostakiewicz w Nowej Rudzie